# Let There Be Love (canção de Christina Aguilera)
"Let There Be Love" é uma canção da cantora norte-americana Christina Aguilera, gravada para o seu sétimo álbum de estúdio Lotus. Foi escrita e produzida por Max Martin e Shellback, com auxílio na escrita por Savan Kotecha, Bonnie McKee, Oliver Goldstein, Oscar Holter e Jakke Erixson. A sua gravação decorreu em 2012 nos estúdios MXM, em Estocolmo, na Suécia. Embora não tenha recebido qualquer tipo de lançamento em destaque, devido às vendas digitais após a edição do trabalho de originais, conseguiu entrar e alcançar a liderança da Billboard Dance/Club Play Songs e a 92.ª posição na tabela musical da Coreia do Sul, South Korea Gaon International Chart, com 2,945 mil cópias vendidas no país. 
A canção deriva de origens estilísticas de dance-pop e EDM, influenciada ainda por música eletrónica e trance. O seu arranjo musical consiste no uso de vocais, sintetizadores e teclado. Liricamente, segundo a própria cantora, o tema retrata a igualdade entre todos os seres humanos e a distribuição de amor. "Let There Be Love" recebeu análises positivas por parte dos profissionais, sendo que muitos elogiaram Aguilera por não cantar demasiado e entregar uma voz sólida à melodia, enquanto que outros elogiaram a estrutura e composição. Foi ainda considerada como uma das melhores faixas do disco e foi considerada uma preferência a "Your Body" como primeiro single.
A 29 de agosto de 2013, foi lançado um vídeo musical para o tema no canal oficial de Aguilera no YouTube. Contém participações especiais de Nicole Richie, Christina Milian, Chris Mann, Max Bratman, filho de Christina, e ainda, o seu atual namorado Matthew Rutler. O teledisco mostra vários indivíduos a divertirem-se, predominantemente fazendo um sinal em forma de "L" para simbolizar a palavra "love" ("Amor") e carregam tabuletas com mensagens como, "Racism sucks" ("O racismo não presta"), "Accept" ("Aceitação") e "Amo a mi hijo gay" ("Eu amo o meu filho gay"). A sua divulgação consistiu na interpretação ao vivo na cerimónia anual American Music Awards a 18 de novembro de 2012, parte do conjunto com "Lotus Intro" e "Army of Me", e ainda no programa televisivo The Voice. 

## Antecedentes e desenvolvimento
Após o lançamento do sexto álbum de estúdio de Christina, Bionic, em 2010, que falhou em obter um desempenho comercial positivo, sucedeu-se o divórcio do seu ex-marido Jordan Bratman, a sua estreia em cinema com o musical Burlesque e a gravação da banda sonora de acompanhamento. Posteriormente, a cantora tornou-se treinadora no concurso The Voice transmitido pela NBC, e foi convidada para colaborar com a banda Maroon 5 em "Moves like Jagger", que esteve durante quatro semanas na liderança da Billboard Hot 100 dos Estados Unidos. Após estes acontecimentos, Aguilera anunciou que queria gravar o seu sétimo disco de originais, afirmando que ambicionava por faixas "pessoais" e de excelente qualidade. Numa entrevista, a intérprete falou sobre o significado do trabalho e revelou o seguinte:
| “ | [O álbum] será um ponto culminante de tudo que já experimentei, até agora... Já passei por muita coisa desde o lançamento do meu último álbum, estando no (The Voice), passando por um divórcio,... Isso tudo é uma espécie de renascimento livre para mim. Estou a abraçar muitas coisas diferentes, mas sinto-me bem com tudo, super-expressiva [e] super-vulnerável. | ” |

A cantora manifestou ainda que o disco seria sobre "auto-expressão e liberdade" por causa dos problemas pessoais que tinha superado durante o último par de anos. No programa The Tonight Show with Jay Leno em 2012, Christina falou sobre o seu novo material e confirmou que estava a demorar a gravar porque "não gostava de apenas obter as músicas a partir dos produtores". "Gosto que venham de um lugar pessoal... Estou muito animada, rematou, "É divertido, emocionante, introspetivo, e vai ser extraordinário".

## Estilo musical e letra
"Let There Be Love" é uma canção que deriva de origens estilísticas de dance-pop e EDM, incorporando ainda géneros como pop, electrónica e trance, produzida por Max Martin e Shellback, e com uma duração de três minutos e vinte e dois segundos (3:22). A sua gravação esteve a cargo de Shellback e decorreu em 2012 nos estúdios MXM Studios, em Estocolmo, na Suécia. Oscar Ramirez tratou da gravação dos vocais, enquanto que Shellback também foi responsável pela programação e arranjos do tema. A sua composição foi construída através de sintetizadores e teclado em conjunto com fortes vocais. Oscar Holter e Jakke Erixson ficaram creditados pelo uso do teclado. De acordo com Kitty Empire pelo The Guardian, a melodia é "tão estereotipada a partir de [outras sobre] disco pop", mas "ecoa de forma eficaz". Andrew Hampp da Billboard comparou o trabalho instrumental a registos como "DJ Got Us Fallin' in Love" e "Scream", ambos de Usher e produzidos por Martin.
A letra foi escrita por Martin, Shellback, Savan Kotecha, Bonnie McKee, Oliver Goldstein, Holter e Erixson. A canção contém uma porção da composição de "Let's Find Out", elaborada por Trovajoli. Liricamente, segundo a própria cantora, o tema retrata a igualdade entre todos os seres humanos e a distribuição de amor. Robert Copsey do portal Digital Spy afirmou que Aguilera "ruge" nas passagens "Que haja amor / Aqui, aqui no escuro" sobre batidas trance e projecta um tom de "atrevimento" quando interpreta "Acerta no ponto certo, faz os meus olhos revirar".

## Recepção pela crítica
Após o lançamento do disco, a canção recebeu análises positivas por parte dos média especializados. Stephen Thomas Erlewine da Allmusic elogiou a aproximação de Aguilera à música, afirmando que soa "confortável" e "fresca", enquanto que Andrew Hampp da revista Billboard considerou que era amigável para discotecas mas não tanto em relação à sua personalidade". Mesfin Fekadu do The Huffington Post considerou que a produção de Martin em "Let There Be Love" é superior à de "Your Body", citando-a como "típica" mas um potencial sucesso nas rádios. Jim Farber do jornal Daily News prezou a faixa, escrevendo que é um "hino primo de diva do disco". Chris Younie do canal de televisão 4Music considerou que era evidente a partir dos "golpes iniciais de sintetizadores", que a música fosse relembrar as batidas ao estilo de Ibiza. Concluiu ainda dizendo que Aguilera conseguiu criar um "hino de dança" sem a assistência de Calvin Harris.
Tanto Sam Lanksy como Mike Wass do portal Idolator fizeram a sua análise do tema: Lanksy previu que a música tinha potencial para ser um "sucesso monstruoso", e elogiou a artista por não abusar dos vocais demasiado, cujos foram descritos como "épicos". Wass concordou com a opinião do seu colega, elaborando que a produção serve como um "destino perfeito" para os seus "vocais poderosos". Christina Garibaldi da MTV News elogiou a obra pelo seu andamento acelerado, escrevendo que a sua "batida forte" e "letra sensual" eram perfeitas para as pessoas dançarem em casas nocturnas. Jenna Hally Rubenstein do blogue MTV Buzzworthy observou que é fácil viciar em ouvir "Let There Be Love", e que os vocais da cantora "prevalecem acima do barulho". Michael Gallucci do sítio PopCrush considerou que a música não era tão boa quanto "Your Body" e adjectivou-a como "típico pop". No entanto, Gallucci também criticou o desempenho vocal de Christina, afirmando que a sua "grande voz" devia ser capaz de ser escutada por cima do instrumental.
Robert Copsey do Digital Spy afirmou que a fraqueza da melodia é também a sua força, descrevendo-a como "[uma batida] constante e enorme, que em última análise, é descartável mas da melhor maneira possível". Sal Cinquemani da revista Slant considerou que "Let There Be Love" teria sido uma melhor escolha para primeiro single do que "Your Body", pois sentiu que teria assegurado um grande regresso para a cantora. Cinquemani descreveu ainda a faixa como "um híbrido virtual dos estrondos de discoteca recentes por Rihanna, Britney, Katy e Kesha". Annie Zaleski da publicação The A.V. Club criticou negativamente o tema, afirmando de que se tratava de "sem identidade".

## Vídeo musical

### Desenvolvimento e sinopse

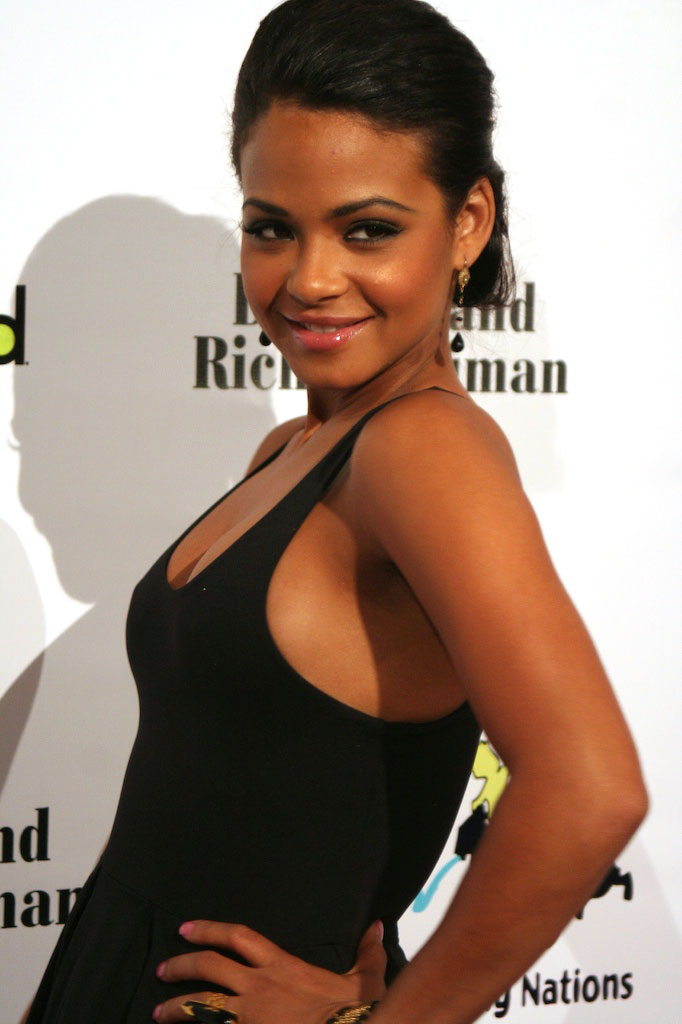
A cantora Christina Milian é uma das participantes especiais incluídas no teledisco de "Let There Be Love".

O vídeo musical estreou no canal oficial de Aguilera no YouTube a 29 de Agosto de 2013. O lançamento do trabalho sucedeu 24 horas depois de uma carta de duas mil palavras ter sido colocada no sítio oficial da cantora.
| “ | Por vezes posso estar mais quieta, mas quando tenho algo para dizer, cada palavra tem o seu significado. Decidi compartilhar os meus pensamentos convosco e dizer abertamente o que sinto. Obrigado por preencherem a minha alma com melodia e canção... letras e amor... e por me darem um lugar seguro onde me sinto confortada em ser corajosa o suficiente para abrir sempre meu coração e expressar o que vem de um lugar honesto e genuíno. Sejam corajosos o suficiente para serem alvo de conversas... Digam a vossa própria verdade... Como sempre, obrigado por me aceitarem como eu sou: Um ser humano, com defeitos e tudo. | ” |

As gravações decorreram em Los Angeles, na Califórnia, num estilo DIY ("Faz Tu Mesmo"). A cantora aparece com um fato de banho com a palavra "love" ("amor") escrito pela peça inteira. Contém participações especiais de Nicole Richie, Christina Milian, Chris Mann, Max Bratman, filho de Christina, e ainda, o seu atual namorado Matthew Rutler. A trama começa quando a artista revela a mensagem, "Olá a todos, Christina [está] aqui apenas para vos agradecer muito por encherem a minha vida e o meu coração com tanto amor continuou ao longo dos anos... Aqui perante vocês, agradeço todo o vosso apoio, este é todo para vós". Todos os participantes são mostrados a divertirem-se com os respetivos amigos, companheiros e/ou familiares, fazendo o sinal "L" com os dedos que simboliza a palavra "love" ("amor") para a câmara brincando com um outro amigo, como eles fazem o sinal de "L" para o "amor", além de carregarem cartazes com frases positivas como, "Não julgue", "Igualdade", "[O] racismo não presta", "Aceitação" e "Amo o meu filho gay". O filho de Aguilera aparece a dançar energicamente durante as cenas do projeto, que terminam com a cantora a mandar um beijo para a câmara.

### Receção
Após o seu lançamento, o vídeo musical para "Let There Be Love" recebeu aclamação por parte dos média. Rachel Maresca do New York Daily News elogiou a nova figura de Aguilera, "em que parece mais feliz e mais saudável do que nunca, da forma como sorri de orelha a orelha com fato de banho mostrando a sua figura própria", enquanto que Allison Takeda do US Weekly comentou que a artista aparece "magra e deslumbrante" no trabalho. Lily Harrison do sítio E! Online classificou a atuação como "nada menos do que adorável" e John Walker do MTV Buzzworthy, como "perfeita". George Stark, editor do jornal britânico Daily Mail, sublinhou que pode ser o início do "desfrutar de uma nova vida". Sam Lansky do Idolator afirmou que a mensagem transmitida é "emotiva, e completamente inexplicável, [como na] carta para os seus fãs a agradecer-lhes pelo seu amor eterno". Malene Arpe do Toronto Star fez uma análise positiva do teledisco, chamando-o de "antídoto perfeito para uma semana de pensamento sobre o circo pornográfico de Miley Cyrus/Robin Thicke". "É tão doce, inocente e cheio de boa vontade para com a humanidade, que nos vai fazer esquecer tudo sobre twerking, dedos espumosos e a oleosidade inerente de Robin Thicke", concluiu. Nina Terrero do canal NBC Latino comparou ao projeto anterior de Aguilera para "Beautiful" de 2002, devido à mesma mensagem positiva mostrada para a comunidade LGBT.

## Divulgação
Christina interpretou a canção pela primeira vez durante a 40.ª cerimónia anual dos American Music Awards a 18 de novembro de 2012, transmitida a partir do Nokia Theatre em Los Angeles, California. A cantora, após ter sido uma das primeiras a ser anunciada, cantou "Let There Be Love" como parte do conjunto com outras duas faixas de Lotus: "Lotus Intro" e "Army of Me". Durante uma entrevista com a MTV News, Aguilera revelou como seria a atuação e a direção criativa que tinha sido estabelecida para a mesma:
| “ | É muito emocionante. Será definitivamente um reflexo do que Lotus significa para mim. Se tirar [a ideia] da capa do álbum e lhe der um toque de desempenho, eu vou [conseguir] trazer vida à capa do álbum, por isso vai ser muito divertido. Não posso revelar muito sobre as músicas, mas definitivamente vai representar o álbum porque é muito multifacetado. Não representa "Your Body" como um único tom. Tem as suas baladas, e tudo o que vem de um sítio muito sincero, profundamente enraizado em que ou nos estamos a divertir ou nos sentimos vulneráveis. | ” |

Na performance, a artista tinha um espartilho justo desenhado por The Blonds, que também já trabalhou na indumentária de Lady Gaga. Leah Simpson do jornal britânico Daily Mail escreveu que Aguilera "coloca um toque sexy no patriotismo com uma roupa de estrela e conseguiu obter vantagem nalgumas corridas em direção ao topo". O desempenho foi acompanhado com rotinas de dança e bailarinos com sacos de tortura na cabeça, com palavras escritas como 'Freak' e 'Queen'. Bruna Nessif do E! Online descreveu o espetáculo como "interessante" e notou que o tema "de celebrar como realmente somos" era semelhante ao conteúdo moral presente no álbum de Gaga, Born This Way. Após a conclusão do seu alinhamento, Christina subiu novamente ao palco para se juntar ao rapper Pitbull para a colaboração de ambos, "Feel This Moment". A canção foi novamente interpretada no programa The Voice pela cantora e pela sua equipa de aspirantes a músicos.

## Desempenho nas tabelas musicais
Após o lançamento do disco, a faixa conseguiu liderar na Billboard Dance/Club Play Songs dos Estados Unidos a 18 de fevereiro de 2013, tornando-se a segunda música de Lotus a conseguir tal feito. Também entrou e alcançou a 92.ª posição na tabela musical da Coreia do Sul, South Korea Gaon International Chart, com vendas avaliadas em 2,945 mil cópias no país.
| Tabela musical (2012)                            | Melhor posição |
| ------------------------------------------------ | -------------- |
| Coreia do Sul - Gaon International Chart         | 92             |
| Tabela musical (2013)                            | Melhor posição |
| Bélgica - Ultratip 50(Flandres)                  | 5              |
| Estados Unidos - Billboard Dance/Club Play Songs | 1              |

| Tabela musical (2013)                            | Posição |
| ------------------------------------------------ | ------- |
| Estados Unidos - Billboard Dance/Club Play Songs | 2       |

## Créditos
Todo o processo de elaboração da canção atribui os seguintes créditos pessoais:
- Christina Aguilera – vocalista principal;
- Max Martin - composição, produção;
- Shellback - composição, produção, gravação musical, programação, teclado;
- Savan Kotecha - composição;
- Bonnie McKee - composição;
- Oliver Goldstein - composição;
- Oscar Holter - composição;
- Jakke Erixson - composição;
- Sam Holland - vocais de apoio;
- Oscar Ramirez - gravação vocal;
- Oscar Holter- teclado adicional;
- Jakke Erixson - teclado adicional.